# Вестфален, Женни фон
Же́нни Маркс (нем. Jenny Marx, урожд. Йоганна Берта Юли Женни фон Вестфален (нем. Johanna Berta Julie Jenny von Westphalen); 12 февраля 1814, Зальцведель — 2 декабря 1881, Лондон) — немецкая политическая деятельница, жена Карла Маркса, мать Женни Лонге, Лауры Лафарг и Элеоноры Эвелинг.

## Биография
Женни Маркс — урождённая баронесса фон Вестфален, родилась в семье Людвига фон Вестфалена и Каролины Гейбель. Дед Женни Филипп фон Вестфален был советником по гражданским делам при великом Фердинанде Брауншвейгском. Он получил дворянский титул и женился на шотландке из рода графов Аргайл. Бабушкой Женни была дочь эдинбургского пастора Женни Уисхард оф Питероу, которая по одной линии происходила из старинной шотландской фамилии графов Аргайл, а по другой от Кемпбелл оф Орчард.
Отец — барон Иоганн Людвиг фон Вестфален — был крупным прусским чиновником. Мать Женни — Каролина Гейбель — происходила из скромной немецкой дворянской семьи. От первого брака её отца, у Женни были единокровные братья и сёстры — Фердинанд фон Вестфален (министр внутренних дел Пруссии в 1850—1858 годах), Луиза фон Вестфален (1800—1863), Карл фон Вестфален (1803—1840) и Франческа фон Вестфален (1807—1896). Также у Женни были родные сестра и брат — Елена Лаура Сицилия Шарлотта Фредерика фон Вестфален (1817—1821) и Эдгар фон Вестфален (1819—1890).
Женни фон Вестфален получила хорошее образование. Её дочь Элеонора писала, что Женни «выделялась из тысяч своей необычайной красотой — красотой, которой Маркс всегда восхищался и гордился и которая приводила в восторг таких людей, как Гейне, Гервег и Лассаль, — своим умом и остроумием, столь же блестящим, как и её красота».
Она поддерживала личную связь и встречалась с некоторыми представителями «романтизма» старшего поколения. Так, она хорошо знала Беттину фон Арним.
Отец Женни был другом отца Карла Маркса, Женни и Карл были знакомы с детства и дружили.
В 1831 году прусский лейтенант Карл фон Паннвиц просил руки Женни, но она отказала в помолвке. Летом 1836 года состоялась тайная помолвка Женни с Карлом Марксом, а 19 июня 1843 года состоялась их свадьба. Затем Женни и Карл совершили своё свадебное путешествие по Рейну.
В октябре 1843 года Женни и Карл покинули Германию и уехали в добровольное изгнание в Париж. Здесь их постоянным гостем был Генрих Гейне. Лафарг писал, что «Гейне побаивался иронии Маркса и очень высоко ценил острый и тонкий ум его жены».
В 1845 году чета Марксов была выслана из Парижа и переехала в Брюссель. После начала Февральской революции 1848 году Марксы были высланы из Бельгии, они вновь отправились в Париж, но после демонстрации 13 июня 1849 году были высланы и оттуда. В конечном итоге Женни с тремя детьми и Карлом переехали в Лондон.
Белутти, подруга детских лет Женни, посетившая её в Англии в первые годы эмиграции, в 1853 году, писала:

С дрожью в голосе она рассказывала о своём изгнании из родной страны, о разлуке с одинокой старухой-матерью, о бегстве в Бельгию и высылке оттуда, о бегстве во Францию, из которой она вновь была изгнана… О том, как она каждый раз была вынуждена, как Агасфер, в 48 часов по бесчеловечному приказу вместе с мужем и детьми бросать свой дом и скарб, пока, наконец, после долгих странствий они не пристали к берегам Англии.
Однако и здесь эти несчастные, но гордые духом люди испили до дна чашу горя и нужды. Им жилось очень тяжело, они голодали в буквальном смысле слова, голодали вместе с детьми.

Сохранилось много писем Женни. Одно письмо, написанное по поводу неудачного покушения бывшего бургомистра на короля Фридриха Вильгельма IV, Маркс передал для опубликования в газете Vorwärts!. В письмах к Лине Шёлер она писала об участии, которое принимала в делах Маркса, и о «необходимости взять на себя ведение всей его корреспонденции ввиду его чрезвычайной загруженности».
Маркс, будучи знатоком языка, высоко оценивал литературный стиль Женни. О письмах юной Женни Карл писал в письме к отцу: «Я уже двенадцать раз перечёл её письмо и всякий раз нахожу в нём новую прелесть. Оно во всех отношениях — также и в стилистическом — прекраснейшее письмо, какое только может написать женщина». В 1869 году Маркс в письме к дочери Лауре отмечает, что Женни — «настоящий виртуоз в эпистолярном искусстве».
В последние годы жизни Женни Маркс получила возможность выступить на литературном поприще. Первые её статьи, печатавшиеся во «Frankfurter Zeitung» на протяжении 1875—1877 годов, были посвящены театральной и культурной жизни Англии. Об этом сообщалось в полицейских донесениях о Марксе, в одном из которых указано: «Г-жа Маркс, как она утверждает, пишет за спиной своего „критического мужа“ театральные обзоры и заметки для „Франкфуртской газеты“…».

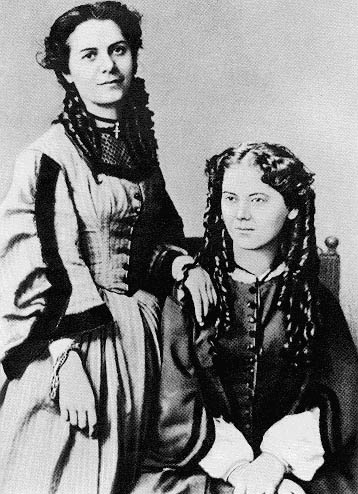
Дочери Вестфален и Маркса Женни Каролина и Женни Лаура (1858)

Осенью 1878 года у Женни Маркс был обнаружен рак печени.
Умерла 2 декабря 1881 года. Похоронена 5 декабря на Хайгетском кладбище.
Дочь Маркса Женни Лонге писала отцу после кончины матери:

Только на прошлой неделе я получила от мамы письмо, написанное её красивым чётким, твёрдым почерком, и в каждом слове сквозил её ясный ум и её прекрасное сердце, сокрушить которое не смогла эта ужасная болезнь до самой последней минуты… Я не могу примириться с мыслью, что эта болезнь привела к безвременной смерти человека, который умел так интенсивно наслаждаться жизнью…

Со времени смерти жены Маркс всегда носил с собой её фотографию, сделанную на стекле. Как сообщила его дочь Элеонора, после его смерти фотография была найдена в кармане его пиджака.

## В искусстве
- В фильме «Карл Маркс. Молодые годы» (1980) роль Женни исполнила Рената Блюме.
- Датский композитор Нильс Вигго Бентсон написал о ней балет «Женни фон Вестфален» (Op. 177).